# Eotetranychus gambelii
Eotetranychus gambelii är en spindeldjursart som beskrevs av James P. Tuttle och Baker 1968. Eotetranychus gambelii ingår i släktet Eotetranychus och familjen Tetranychidae. Inga underarter finns listade i Catalogue of Life.